# Elia Ariadna
Elia Ariadna (c. 450 - 515) fue una emperatriz consorte del Imperio bizantino, en dos ocasiones, primero por su matrimonio con Zenón y después con Anastasio I. Hija del emperador León I y de Elia Verina, su reinado estuvo rodeado de intrigas palaciegas.

## Familia
Ariadna era hija del emperador León I y de Elia Verina y sobrina, por parte de madre, del también emperador, aunque efímero, Basilisco. Tenía una hermana pequeña, Leontia, quien llegó a estar prometida a Julio Patricio, hijo del militar Aspar, pero dicho compromiso fue anulado probablemente tras el asesinato de Arbar y otro de sus hijos, Ardabur, en el año 471. Leontia se casó finalmente con Marciano, hijo de Antemio y Marcia Eufemia. La pareja lideró una rebelión contra el emperador Zenón, el primer esposo de Ariadna, entre los años 478 y 479 que, sin embargo, fracasó. Ambos fueron exiliados a la región de Isauria tras la derrota. Se sabe que sus padres concibieron un tercer hijo en el año 463, fallecido a los pocos meses.

## Matrimonio
En enero del año 457 el emperador Marciano murió por enfermedad, posiblemente una gangrena contraída durante un largo viaje religioso. A él le sobrevivió su hija Marcia Eufemia, quien estaba casada con Antemio. Marciano había sido proclamado augusto al casarse con Pulqueria, de la dinastía teodosiana. Con su muerte se terminó dicha dinastía, y el ejército y el Senado bizantino decidieron nombrar emperador a su padre, Flavio Valerio León, que reinó con el nombre de León I, y fue coronado el 7 de febrero del año 457 por el patriarca Anatolio de Constantinopla, la primera de las coronaciones que es oficiada por este cargo eclesiástico. En este punto, Verina se convirtió en la consorte del emperador y Ariadna en miembro de la familia real.
En el año 461, León I, para fortalecer su reinado, fundó una unidad militar de excubitores, formada por 300 soldados, mayormente de origen isaurio, que estuvo al mando del oficial Tarasis Kodisas Rusombladadiotes, mano derecha del emperador. En el año 467, el emperador quiso fortalecer dicha relación ofreciéndole la mano de su hija Elia Ariadna, con quien se casó. Para conseguir el beneplácito de la jerarquía romana y la población nativa de habla griega de Constantinopla, el nuevo yerno debió latinizar su nombre, cambiándolo por el de Flavio Zenón. A los nueve meses nacería el único hijo conocido del matrimonio, León II, quien sucedería a su abuelo más tarde en el trono.

## El efímero reinado de su hijo
En el año 471, los patricios Aspar y Ardabar, padre e hijo respectivamente y enemigos declarados de León I, fueron asesinados por órdenes del emperador en el Gran Palacio de Constantinopla. Zenón no se encontró muy de acuerdo con las decisiones tomadas por su soberano, lo que le costó su relevo en el ejército bizantino.
En octubre del 473, León I proclamó César a su nieto León II, lo que le dejaba designado como sucesor de la corona en virtud de continuar con la dinastía reinante. El 18 de enero del 474, León I moriría de disentería durante un viaje, sucediéndole su nieto al frente del Imperio bizantino.
Como León II era demasiado joven para gobernar con plenos poderes, tanto Ariadna como su madre, la emperatriz emérita, Elia Verina, le impusieron la corona a Zenón como regente el 9 de febrero de 474. Sin embargo, el joven emperador enfermó y falleció premeditadamente el 17 de noviembre de ese año. Ante la pérdida de su hijo, Zenón asumía el reinado y era proclamado emperador, junto a la consorte Elia Ariadna.

## Emperatriz consorte

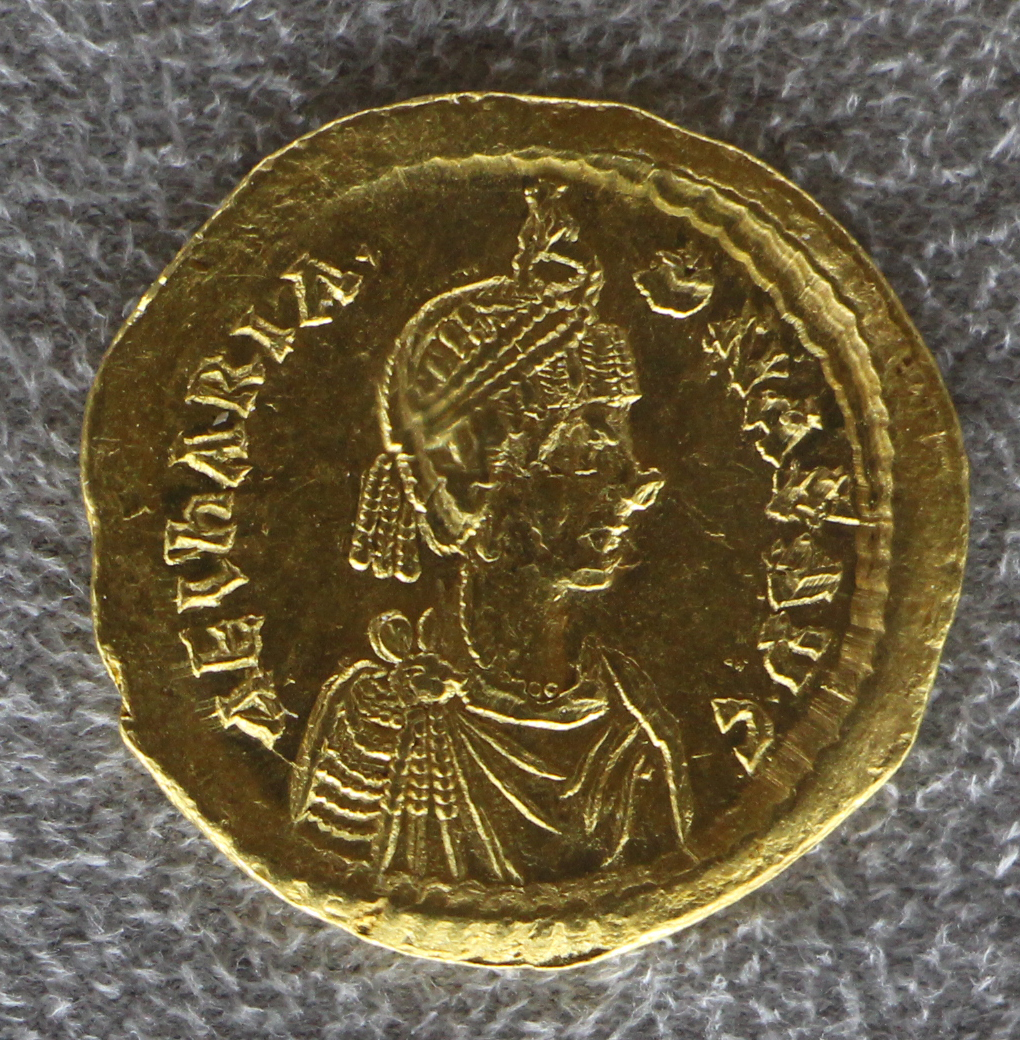
Un sólido bizantino con la efigie de Ariadna.

La nueva pareja gobernante no era particularmente popular. El origen bárbaro de Zenón causaba antipatías hacia su régimen entre las gentes de Constantinopla. Incluso entre los militares había ciertas discrepancias, mientras que era defendido por los auxiliares germanos, dirigidos por Teodorico Estrabón, no era bien visto por los isaurios traídos por León I para reducir la dependencia de los ostrogodos, llegando incluso a entrar en conflicto Zenón con el general Illos.
En enero del 475, una revuelta instigada por la madre de la emperatriz a favor de su hermano Basilisco, tío de Ariadna, sumada a la aversión en la ciudad hacia el emperador obligaron a la familia real a huir de la capital y a instalarse en Antioquía, donde se encerraron en una fortaleza. Dentro de la ciudad, el levantamiento popular contó con el apoyo de los militares Teodorico Estrabón, Illos y Armato, que ordenaron la ejecución de todos los soldados isaurios que aún se mantenían en la capital.
Basilisco recogió el vacío de poder y fue proclamado augusto (augustus) el día 9 de enero. Zenón pasó los siguientes 20 meses reclutando un ejército, en gran medida compuesto por compatriotas isaurios, hasta que pudo marchar sobre Constantinopla en agosto de 476.
Mientras esto sucedía, Basilisco se enfrentaba a problemas graves como la escasez de recursos que quedaban en el tesoro imperial tras la huida de su anterior ocupante. Basilisco se vio obligado a imponer fuertes tributos y a volver a la práctica de subastar los cargos públicos, con el descontento que ello provocó en la población. También buscó fondos de la Iglesia, con la ayuda del prefecto Epinico, el favorito de Verina. Decidió ejecutar a otros colaboradores, como al amante de su hermana, para evitar que intrigaran contra él, aunque todos se volvieron contra él finalmente.
Illos y Armato desertaron del ejército leal a Basilisco y se unieron a la causa de Zenón, quien contaba con el apoyo de Teodorico el Grande, líder de los godos de Panonia, para sitiar ese año para sitiar Constantinopla. El Senado también dejó de lado a su monarca, abriendo al ejército zenonista las puertas de la ciudad, permitiendo al emperador depuesto recuperar la corona y el trono, volviendo Ariadna a ser la emperatriz consorte.
En el 479, Ariadna entró en conflicto con su marido sobre el destino de su madre, la emperatriz emérita Elia Verina, quien había intentado asesinar a Illos en dos ocasiones continuadas, convirtiéndose en prisionera del general. Ariadna trató de obtener su liberación, primero de su marido y luego de su capturador. Illos no solo rechazó dicha petición, sino que la acusó de conjurar por el trono contra su marido. Esto no hizo sino aumentar la animadversión de la emperatriz contra Illos, al igual que su madre, intentando, como ella, asesinarle. 
El asunto no transcendió más allá y no tuvo efectos a largo plazo en su matrimonio. Ella permaneció casada con Zenón hasta su muerte, acaecida el 9 de abril de 491. La viuda, al ser augusta, pudo elegir el sucesor al trono y un segundo marido para ella. Elia Ariadna eligió a Flavio Anastasio, un oficial palatino (silenciario, en latín silentiarius) que ascendió con el nombre de Anastasio I. También se le había ofrecido la mano de Longino, hermano de su difunto marido, opción que rechazó. Anastasio I fue proclamado emperador el 11 de abril de 491, y se casaron un mes después. El matrimonio no tuvo hijos.
Elia Ariadna falleció en el año 515 en Constantinopla y fue enterrada en la Iglesia de los Santos Apóstoles. Tres años después, al morir su segundo esposo fue enterrado junto a ella.